# Odontoceridae
Famille
Les Odontoceridae (Odontocéridés en français) sont une famille d'insectes trichoptères.

## Liste des sous-familles et genres
Selon BioLib (20 octobre 2019) :
- sous-famille des Odontocerinae H. D. J. Wallengren, 1891
  - genre Barynema Banks, 1939
  - genre Barypenthus H Burmeister, 1839
  - genre Cephalopsyche Arefina-Armitage & Armitage, 2010
  - genre Electrocerum G. Ulmer, 1912
  - genre Electropsilotes G. Ulmer, 1912
  - genre Inthanopsyche H. Malicky, 1989
  - genre Lannapsyche H. Malicky, 1989
  - genre Marilia F. Müller, 1878
  - genre Namamyia N. Banks, 1905
  - genre Nerophilus N. Banks, 1899
  - genre Odontocerum Leach, 1815
  - genre Parthina D. G. Denning, 1954
  - genre Perissoneura R. McLachlan, 1871
  - genre Phenacopsyche T. D. A. Cockerell, 1909
  - genre Psilotreta N. Banks, 1899
- sous-famille des Pseudogoerinae J. B. Wallace & H.H. Ross, 1971
  - genre Pseudogoera F. M. Carpenter, 1933
- genre Anastomoneura Huamantinco & Nessimian, 2004
- genre Psilotrela